# هفتمین فرزند از هفتمین فرزند
هفتمین فرزند از هفتمین فرزند (به انگلیسی: Seventh Son of a Seventh Son) هفتمین آلبوم استودیویی از گروه موسیقی هوی متال انگلیسی آیرن میدن است. آلبوم در ۱ آوریل ۱۹۸۸ توسط ئی‌ام‌آی رکوردز در بریتانیا و توسط کپیتال رکوردز در ایالات متحده آمریکا منتشر شد. این یک آلبوم مفهومی شامل عناصر موسیقی پراگرسیو راک است.